# Installation (konst)

Rachel Whitread, Embankment, Tate Modern, 2005.

Installation (alternativt: installering) är ett konstverk som förhåller sig till, och inkluderar rummet eller platsen, och betraktaren i konstverket. 

## Definition och historik
En installation går ofta inte att definiera som måleri, skulptur eller någon annan av de klassiska konstgrenarna. Installationer utgörs oftast av flera tekniker i förhållande till det rum/den plats där det visas. Installationer skapas inte enbart för etablerade konstutrymmen utan även för det offentliga rummet eller andra platser.
Visuellt går det inte att definierar en installation, utan begreppet är kopplat till konstnärens, och konstverkets, förhållningssätt till rummet, platsen och betraktaren. En installation kan bestå av en mängd olika medier som måleri, skulptur, video och ljud; installationen kan omfatta performativitet, vara interaktiv och även skapas virtuellt. En del installationer skapas specifikt för en särskild plats, vilket kallas platsspecifik konst, medan andra verk kan flyttas eller återskapas på andra platser.
Begreppet installation förekom för första gången i Oxford English Dictionary 1969 men konstformen i sig har existerat mycket längre än så. Beroende på definition kan man säga att installationskonst alltid har funnits i konstvärlden men att det var först under mitten 1900-talet som den började behandlas som en konstgenre. Sentida installationskonst, där konstnärens intention och förhållningssätt betonas, bottnar i idéer från 1960-talets konceptkonst då man rörde sig bort från frågeställningar kring form. Tidiga exempel på olika typer av installationskonst, och olika alternativa benämningar är exempelvis Kurt Schwitters Merzbau (1920-talet), den japanska konstnärsgruppen Gutai (1950-talet), Allan Kaprows Environments (begreppet först använt 1958), Edward Kienholz Tableau (1960-talet) och Joseph Beuys (1960- och 1970-talet). Wolf Vostell (6 TV Dé-coll/age, 1963). I Sverige utgör Björn Lövin en föregångare när han i början av 1970-talet skapade sina miljöer.

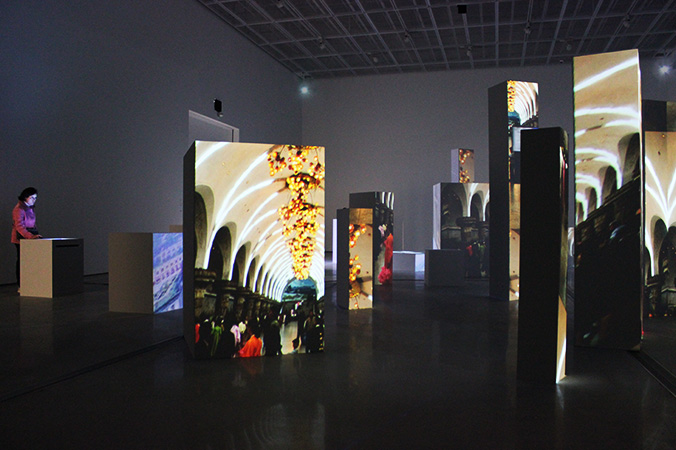
Marc Lees interaktiva installation 10.000 Moving Cities, 2010-pågående. På National Museum of Modern and Contemporary Art, Seoul.

En vanlig missuppfattning är att installation är synonym med all samtidskonst, eller allt konstnärligt arbete, som inte tillhör, eller resulterar i, någon av de mer klassiska konstgenrerna, som måleri, skulptur och så vidare. Ett exempel var i debatten efter Anna Odells iscensättning av en psykos för konstprojektet Okänd, kvinna 2009–349701, där detta agerande flera gånger felaktigt benämndes som en "installation".

## Bildgalleri
| - Lee Bul, Mon grand récit : Weep into stones, 2005. - Wolf Vostell, Fiebre de Automóvil, 1973 - Carsten Höller, Test Site, 2006 - Allan McCollum, The Shapes Project, 2005/2006 - Maurice Benayoun, Neorizon, interaktiv installation - Pascal Dombis, Irrational Geometrics, 2008 - Jane Alexander, African Adventure, 2016 - En fjärils vingslag av Magnus Thierfelder Tzotzis på Stockholms ström sommaren 2020. - Installation av Ingvar Cronhammar i Frederiksberg / Danmark 2015. |

## Exempel på konstnärer som arbetat med installationer
| - Lee Bul - Vanessa Beecroft - Joseph Beuys - Christo & Jeanne-Claude - Diller + Scofidio - Antony Gormley | - Carsten Höller - Junichi Kakizaki - Anish Kapoor - Barbara Kruger - Maloosak - Allan McCollum | - Yoko Ono - Gian Carlo Riccardi - Jacek Tylicki - Wolf Vostell - Spencer Tunick |